# Полаткан, Саим
Саим Полаткан (Салим Полоткан (Хаматханов)) (10 февраля 1908, Малатья — 8 июня 1991, Стамбул) — турецкий офицер, спортсмен (конный спорт), чемпион Центральной Европы, участник летних Олимпийских игр 1936 года в Берлине, один из первых турецких конников, участвовавших в Олимпийских играх.

## Биография
Оба родителя Полаткана в документах указываются как ингуши, попавшие в Турцию в середине XIX века во время мухаджирства (переселения) представителей нахских народов с Северного Кавказа на Ближний Восток. Хаматхановы были потомственными военными. Отец и дед Салима были офицерами турецкой армии. Младший брат Салима Салих стал генералом турецкой армии. Салим увлекался боксом, фехтованием и стрельбой.
Салим начал заниматься верховой ездой в 1930 году в военном училище, которое окончил с отличием. В 1935 году он выиграл чемпионат Центральной Европы по прыжкам в высоту.
Полаткан был знаменосцем турецкой команды на летних Олимпийских играх 1936 года. Соревнования проходили в конкуре, конном троеборье и командном зачёте. В индивидуальных прыжках он занял 27-е место. Команда, членами которой, кроме Полаткана, были Джеват Кула и Джеват Гюркан, не смогла завершить соревнования в конкуре. В первый день соревнований Полаткан занял 36-е место в соревнованиях по выездке, и был дисквалифицирован в полевых соревнованиях, проведённых на следующий день.
Полаткан был президентом Турецкой федерации конного спорта с 1961 по 1968 год. За свою военную карьеру он дослужился до полковника.
Похоронен в Стамбуле на кладбище Зинджирликую.